# Jim Gordon
Pour les articles homonymes, voir James Gordon (homonymie) et Gordon.
James Beck Gordon (né le 14 juillet 1945 à Los Angeles (Californie) et mort le 13 mars 2023 à Vacaville (Californie)) est un batteur, organiste, pianiste et compositeur américain. Après avoir remporté un Grammy Award, il est un des batteurs de studio les plus recherchés des années 1960 et 1970, enregistrant des albums avec beaucoup de musiciens connus de l'époque, il est le batteur du supergroupe blues rock Derek and the Dominos, il accompagne également Frank Zappa au début des années 1970. Souffrant de schizophrénie, Gordon tua sa mère en 1983 et fut condamné à 16 ans de prison.

## Biographie

### Carrière musicale
Jim Gordon commence sa carrière avec la section rythmique des Everly Brothers en 1963 à l'âge de 17 ans, et devient ensuite un des musiciens de studio les plus recherchés à Los Angeles où il enregistre en 1968 avec Mason Williams son grand succès Classical Gas. Durant cette période il joue sur de nombreux enregistrements dont Pet Sounds des Beach Boys, Gene Clark with the Gosdin Brothers de Gene Clark et The Notorious Byrd Brothers des Byrds. Gordon, au sommet de sa carrière, était tellement pris en tant que musicien de studio qu'il lui arrivait, lorsqu'il jouait à Las Vegas, de prendre l'avion chaque nuit pour Los Angeles pour faire deux ou trois enregistrements de studio et repartir ensuite dans l'après-midi pour jouer à 20h au Cæsars Palace.
En 1969 et 1970, il part en tournée en tant que batteur de Delaney & Bonnie, groupe dans lequel jouait à l'époque Eric Clapton. Clapton prend ensuite avec lui toute la section rythmique du groupe — Gordon, Carl Radle et Bobby Whitlock. Ils forment alors un nouveau groupe finalement appelé Derek & The Dominos, le premier travail du groupe en studio étant une participation à l'album All Things Must Pass de George Harrison. Jim Gordon joue également sur le double album de Derek & The Dominos Layla and Other Assorted Love Songs, contribuant notamment au piano au finale de la chanson Layla, coécrite avec Clapton. Il participe aux tournées américaines et britanniques du groupe qui se sépare en 1971 avant la fin de l'enregistrement du second album.
En 1970, Jim Gordon participe également à la tournée de l'album de Joe Cocker Mad Dogs and Englishmen. En 1971, il fait la tournée du groupe Traffic, faisant des apparitions sur deux albums notamment The Low Spark of High Heeled Boys. Il joue également sur l'album Nilsson Schmilsson de Harry Nilsson, qui inclut un long solo de batterie sur Jump Into the Fire. Plus tard en 1972, il participe aux tournées Grand Wazoo et Petit Wazoo de Frank Zappa. Son enregistrement le plus connu en compagnie de Zappa est peut-être le titre qui a son donné son nom à l'album Apostrophe (') : un jam avec Zappa, Tony Duran à la guitare et Jack Bruce à la guitare basse et pour lequel Bruce et Gordon ont été crédités en tant qu'auteur. Gordon a également été le batteur sur l'album Bongo Rock du groupe Incredible Bongo Band sorti en 1972. Son break de batterie sur la version LP de Apache a été réutilisé à plusieurs reprises par des rappeurs.
En 1972, il participe à plusieurs sessions d'enregistrement pour Frank Zappa (albums Apostrophe, Läther) et part en tournée avec lui au sein des formations Grand Wazoo (album Wazoo) et Petit Wazoo (albums Imaginary Diseases et Little Dots).

### Emprisonnement
À la fin des années 1970, Jim Gordon se plaint d'entendre des voix, particulièrement celle de sa mère. Ses médecins ne diagnostiquent alors pas sa schizophrénie mais le soignent plutôt pour abus d'alcool. Le 3 juin 1983, il tue sa mère à coups de marteau. Sa schizophrénie n'est pas diagnostiquée jusqu'à son procès en 1984. Son avocat ne pouvant plaider de l'irresponsabilité, il est condamné à 16 ans de prison. Il effectue sa détention successivement au California Men's Colony à San Luis Obispo en Californie, à l'Atascadero State Hospital à Atascadero et à la State Medical Corrections Facility à Vacaville.

### Mort
En 2014, Jim Gordon est admis à la California Medical Facility. Il y meurt le 13 mars 2023 de causes naturelles.

## Discographie
Durant sa carrière Jim Gordon a joué avec de nombreux musiciens et pour de nombreux producteurs, dont :
- Duane Allman Anthology (Orgue, Piano, Batterie)
- Hoyt Axton My Griffin Is Gone
- Joan Baez From Every Stage ; Diamonds and Rust ; Gulf Wind
- The Beach Boys Good Vibrations ; Spirit of America ; Pet Sounds
- Stephen Bishop On & On: Hits of Stephen Bishop
- Bread Bread
- Teresa Brewer 16 Most Requested Songs
- Jackson Browne Saturate Before Using (orgue), The Pretender
- The Byrds The Notorious Byrd Brothers
- Glen Campbell Wichita Lineman
- The Carpenters Horizon; A Kind of Hush
- Eric Clapton Layla and Other Assorted Love Songs ; Derek and the Dominos in Concert ; Live at the Fillmore
- Gene Clark Gene Clark with the Gosdin Brothers
- Joe Cocker Mad Dogs And Englishmen
- Judy Collins Who Knows Where The Time Goes
- Alice Cooper Alice Cooper Goes to Hell ; Lace and Whiskey
- Crosby, Stills, Nash and Young Box Set
- Burton Cummings
- Delaney & Bonnie To Bonnie From Delaney ; On Tour With Eric Clapton And Friends
- John Denver
- Donovan Life Is A Merry-go-round ; Yellow Star; Operating Manual For Spaceship Earth ; Lazy Daze
- Neil Diamond Beautiful Noise (Congas, Batterie, Chœurs)
- The Everly Brothers Heartaches & Harmonies
- Art Garfunkel Angel Clare
- David Gates First
- Lowell George  Thanks I'll Eat It Here
- Hall & Oates Bigger than the Both of Us
- Merle Haggard Same Train, Different Time
- George Harrison All Things Must Pass, Extra Texture (Read All About It); Living in the Material World
- Jim Henson The Muppet Movie
- John Lee Hooker Endless Boogie
- Jim Horn Through the Eye
- Thelma Houston I've Got the Music in Me
- Incredible Bongo Band Apache
- Dr. John Sun, Moon & Herbs
- Patrick Juvet Mort où vif
- Carole King
- B. B. King In London ; The Best of B.B.King
- John Lennon It's So Hard ; Imagine ; Some Time in New York City
- Gordon Lightfoot Sundown ; Gord's Gold ; Cold On The Shoulder
- Manhattan Transfer Pastiche ; Anthology: Down in Birdland
- Country Joe McDonald Classics
- Dave Mason Alone Together
- The Monkees Monkees ; More of the Monkees ; Instant Replay
- Maria Muldaur Maria Muldaur ; Waitress in a Donut Shop
- Randy Newman Randy Newman ; 12 Songs
- Harry Nilsson Nilsson Schmilsson ; Aerial Ballet
- Van Dyke Parks Discover America
- Tom Petty Playback
- Emitt Rhodes American Dream
- Minnie Riperton Adventures in Paradise
- Johnny Rivers Last Boogie in Paris ; Blue Suede Shoes
- Linda Ronstadt Don't Cry Now
- Leon Russell The Shelter People ; Will O' The Wisp
- Seals & Crofts Humming Bird
- John Sebastian Tarzana Kid
- Carly Simon No Secrets
- Phil Spector Back to Mono (1958-1969)
- B.W. Stevenson Pass This Way ; Calabasas
- Barbra Streisand Barbra Joan Streisand
- Souther Hillman Furay Band
- Redeye Redeye
- Steely Dan Pretzel Logic
- John Stewart Phoenix Concerts
- Mel Tormé Mel Tormé Collection
- Traffic Welcome To The Canteen ; The Low Spark of High Heeled Boys
- John Travolta Best of John Travolta
- John Valenti Anything You Want, 1976
- Andy Williams
- Judee Sill Heart Food
- Tom Waits The Heart of Saturday Night
- Mason Williams Classical Gas ; Phonograph Record
- Frank Zappa Apostrophe (') ; Läther ; tournées Grand Wazoo et Petit Wazoo ; Imaginary Diseases ; Wazoo ; Little Dots
- Gene Vincent I'm Back and I'm Proud